# Шетландська плита

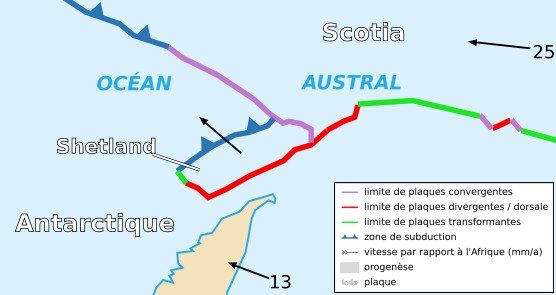
Розташування Шетландської плити

Шетландська плита — тектонічна мікроплита. Має площу — 0.00178 стерадіан. Зазвичай розглядається у складі Антарктичної плити.
Розташована на північ від Антарктичного півострова у протоці Дрейка, на ній розташовані Південні Шетландські острови. Плита з трьох боків межує з Антарктичною плитою, а четверта сторона межує з плитою Скотія. Північно-західна межа визначається Південно-Шетландським жолобом, що відокремлює Шетландську плиту, що розташована з півдня від Антарктичної плити — з півночі. Цей жолоб є залишком зони субдукції, де зникла плита Фенікс, яка зараз є частиною Антарктичної плити та пірнула під Антарктичний півостровів та Шетландські острови. Південно-східна межа — рифтова зона з Антарктичною плитою, що створює басейн Брансфілда. Південно-західна та північно-східна межі є складовими зон розлому. Південно-західна межа є зоною розломів Героу і відокремлює Антарктичну плиту на південному заході від Шетландської плити на північному сході. Північно-східна межа — зона розломів Шеклетона і відокремлює Шетландську плиту на південному заході від плити Скотія.

## Геологічна історія
Шетландська плита почала формуватися 3 — 4 мільйони років тому. До утворення Шетландська плита була складовою Антарктичної плити, частини що прилягає до Антарктичного півострова. У цей період плита Фенікс з північного заходу зазнала субдукцію під Антарктичний півострів та Південні Шетландські острови, утворивши Південно-Шетландський жолоб. Приблизно 3 мільйони років тому спреддінг припинився на спреддінговому центрі Антарктика-Фенікс у протоці Дрейка. Плита Фенікс зараз вважається частиною більшої Антарктичної плити через відсутність відносного руху між ними. Проте субдукція у Південно-Шетландському жолобі не припинялась. Занурення колишньої плити Фенікс під Південні Шетландські острови спричинило розвиток ріфтингу в околицях Антарктичного півострову, створивши Шетландську плиту та басейн Бренсфілд. Центри рифтингу в басейні Брансфілда продовжують відокремлювати Шетландську плиту від Антарктичного півострова.
На північному заході має зону субдукції під Антарктичну плиту, від якої утворені Південні Шетландські острови. З південного сходу має дивергентну границю з Антарктичною плитою, має коротку конвергентну границю з плитою Скотія.